# Dillo
Dillo é um navegador multi-plataforma, pequeno (cerca de 350 kB), muito rápido, e software livre escrito em C usando a interface gráfica FLTK, que foi lançado em Dezembro de 1999. Desde então passou por várias alterações, mudando de GTK para FLTK2 e deste último para FLTK.
Ele é particularmente interessante para velhos e pequenos computadores (como em PlayStation 2) e sistemas embarcados. Em adição à seu tamanho reduzido, Dillo é cuidadoso com a segurança- cookies são desabilitados por padrão.  Dillo está disponível para mais plataformas Unix, compatível com o padrão POSIX, incluindo GNU/Linux, BSD e Mac OS X. No entanto, existem ports activas do Dillo para Windows.
Dillo, em sua versão 0.8.6, não tem suporte a CSS, JavaScript, ou Java.  Suporte para frames é muito limitado: Dillo faz de cada frame um link, então mostra o NOFRAMES na página em questão. Tem suporte a tabs seleção de codificação nas versões oficiais, mas essas características estão disponíveis em patches de terceiros. Também existem patches para o suporte de antialiasing em textos e de caracteres especiais.
Atualmente, o desenvolvimento está focalizado não em adicionar mais funcionalidades, mas em portar o Dillo para a interface gráfica FLTK2 e implementar o suporte a SSL, bem como em trabalhar em uma plataforma para habilitar plugins que sejam fáceis de escrever e incluir, como é feito no Firefox.
Hoje em dia o porte para a FLTK2 está praticamente completo e maduro, mas não disponibilizado para o público porque levou muito tempo e recursos, que são importantes para o futuro do desenvolvimento do Dillo. De acordo como o principal desenvolvedor, Jorge Arellano Cid, não há recursos suficientes das companhias que estão usando o Dillo nos seus produtos (i. e. em sistemas embarcados). Jorge diz que o Dillo não irá ser lançado sem recursos das companhias.